# Los girasoles (película)
I girasoli (en España, Los girasoles; en Hispanoamérica, Los girasoles de Rusia) es una película italiana de 1970 dirigida por Vittorio De Sica. Fue la primera película de una productora occidental que se rodó en la Unión Soviética. La película narra una historia de amor ambientada en tiempos de guerra.

## Argumento
Durante la Segunda Guerra Mundial, Antonio, soldado italiano, es destinado al Frente Oriental, después de haber contraído matrimonio con Giovanna poco días antes de comenzar la guerra. 

## Sofia Loren, Vitorio De Sica y Marcello Mastroianni
Esta fue la tercera de las películas dirigida por Vitorio De Sica que tiene como protagonistas a la pareja formada por Sofía Loren y Marcello Mastroianni. En total Loren y Mastroianni compartieron cartel en otras 11 películas:
- La ladrona, su padre y el taxista, de Alessandro Blasetti (1954)
- La bella campesina (La bella mugnaia), de Mario Camerini (1955)
- La fortuna di essere donna, de Alessandro Blasetti (1955)
- Ayer, hoy y mañana, de Vittorio De Sica (1963)
- Matrimonio a la italiana (película de 1964), de Vittorio De Sica (1964)
- Questi fantasmi, de Renato Castellani (1967)
- La mujer del cura (La moglie del prete), de Dino Risi (1970)
- La pupa del gangster, de Giorgio Capitani (1975)
- Una giornata particolare, de Ettore Scola (1977)
- Fatto di sangue fra due uomini per causa di una vedova. Si sospettano moventi politici, de Lina Wertmüller (1978)
- Prêt-à-Porter, de Robert Altman (1994)

## Galardones
- Premio David di Donatello a la mejor actriz para Sophia Loren.
- Candidatura al Premio Óscar a la mejor música original